# 迪爾克里克 (明尼蘇達州)
迪爾克里克（英語：Deer Creek）是一個位於美國明尼蘇達州奧特泰爾縣的城市。

## 人口
根據2020年美國人口普查的數據，迪爾克里克的面積為10.43平方千米，當中陸地面積為10.38平方千米，而水域面積為0.04平方千米。當地共有人口330人，而人口密度為每平方千米32人。